# Prestonpans

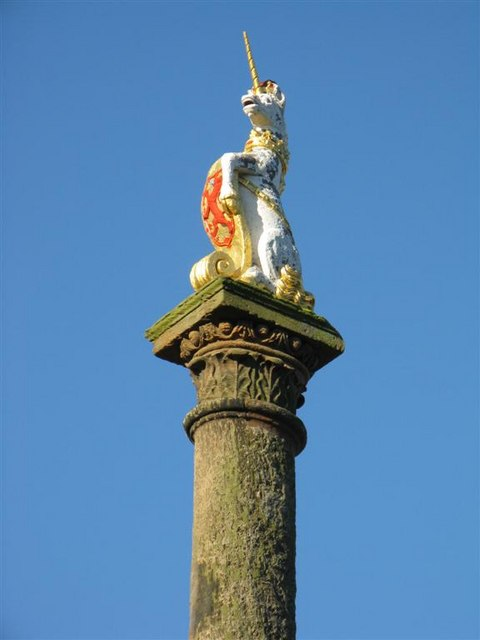
Prestonpans: particolare della croce di mercato

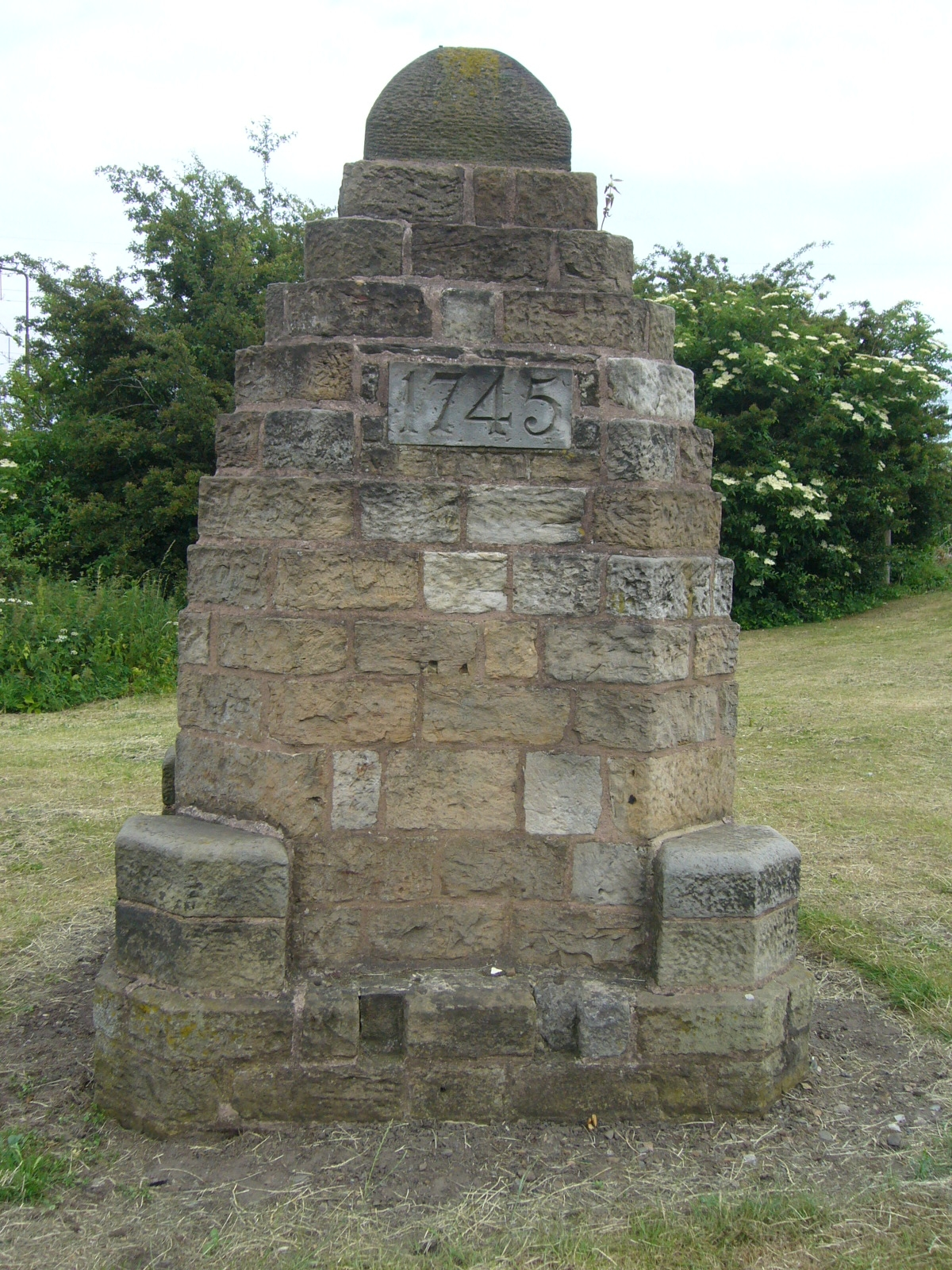
stele dedicata alla battaglia di Prestonpans

Prestonpans è una cittadina (e anticamente: burgh) di circa 9.000 abitanti della costa nord-orientale della Scozia, facente parte dell'area amministrativa dell'East Lothian (Lothian orientale) ed affacciata sul Firth of Forth (Mare del Nord).
Antico centro minerario, la località è nota storicamente per la battaglia di Prestonpans, una delle principali battaglie nella storia scozzese.

## Etimologia
Anticamente la città si chiamava probabilmente Aldhammer, ma in seguito fu chiamata Prestow, Prieston e Preston, nome che significa "città dei preti" in riferimento alle vicine abbazie di Holyrood e Newbattle.
La seconda parte del toponimo Prestonpans fa invece riferimento alle padelle (in inglese: pans) che i monaci delle abbazie di Holyrood e Newbattle usavano lungo le spiagge della città per raccogliere il sale.

## Geografica

### Collocazione
Prestonpans si trova lungo la sponda meridionale del Firth of Forth, a circa 2 miglia e mezza a nord-est di Musselburgh  e a circa un miglio a sud-est di Cockenzie .

## Società

### Evoluzione demografica
Al censimento del 2011, Prestonpans contava una popolazione pari a 9.140 abitanti.
La località ha conosciuto un notevole incremento demografico rispetto al 2011, quando contava 7.341 abitanti e al 1991, quando ne contava 7.014.

### Suddivisione
L'attuale Prestonpans ingloba ora anche i centri abitati di Preston e Prestongrange, che in origine costituivano dei centri abitati distinti.

## Storia
A partire dal XII secolo si iniziò ad estrarre il sale dal Firth of Forth.
Il 21 settembre 1745, ebbe luogo la battaglia di Prestonpans, durante la quale l'esercito giacobita, guidato da Bonnie Prince Charles sconfisse le truppe del casato di Hannover.
Sempre nel corso del XVIII secolo, Prestonpans iniziò ad espandersi a livello industriale": nel 1749 sorse qui la prima fabbrica al mondo per la produzione di acido solforico, mentre a partire dalla fine del XVIII secolo, iniziò ad espandersi l'industria ceramistica, alimentata dall'argilla proveniente dalla Cornovaglia.
Nel 1777, soggiornò nella città lo scrittore Walter Scott.

## Monumenti e luoghi d'interesse

### Preston Tower
Tra gli edifici d'interesse di Prestonpans, figura la Preston Tower, un edificio risalente al XV secolo, rimodellata nel XVII e XVIII secolo.

### Croce di mercato
A Prestonpans si trova inoltre l'unica croce di mercato del suo genere in tutta la Scozia rimasta nella forma e nel luogo originale.

### Prestongrange Heritage Museum
Tra i principali luoghi d'interesse di Prestonpans, figura inoltre il Prestongrange Museum, un museo dedicato alla tradizione mineraria della città.